# غوشجولار
غوشجولار (به ارمنی: Ղուշչուլար) یک منطقهٔ مسکونی در جمهوری آرتساخ است که در استان آسکران واقع شده‌است.